# Víctor Peralta
Víctor Peralta (ur. 6 marca 1908 w Buenos Aires, zm. 25 grudnia 1995) – argentyński bokser wagi piórkowej. W 1928 roku na letnich igrzyskach olimpijskich w Amsterdamie zdobył srebrny medal.
W 1995, będąc śmiertelnie chory na raka prostaty, popełnił samobójstwo przez zastrzelenie się.